# Hero Elementary
Hero Elementary är ett amerikansk–kanadensiskt animerat barnprogram. TV-serien hade premiär i USA den 1 juni 2020 på PBS Kids. Hero Elementary är producerad av Twin Cities PBS och Portfolio Entertainment.

## Handling
Serien handlar om studenterna från "Sparks 'Crew" – Lucita Sky, AJ Gadgets, Sara Snap och Benny Bubbles – som tränas till superhjältar av sin udda och entusiastiska lärare, Mr. Sparks. Tillsammans arbetar eleverna som ett team och använder sina egna unika superkrafter såväl som "Superpowers of Science" för att hjälpa människor, lösa problem och försöka göra världen till en bättre plats. Serien produceras för närvarande (2020) för 40 halvtimmesavsnitt; var och en av dem innehåller två segment vardera.